# Victor Servranckx

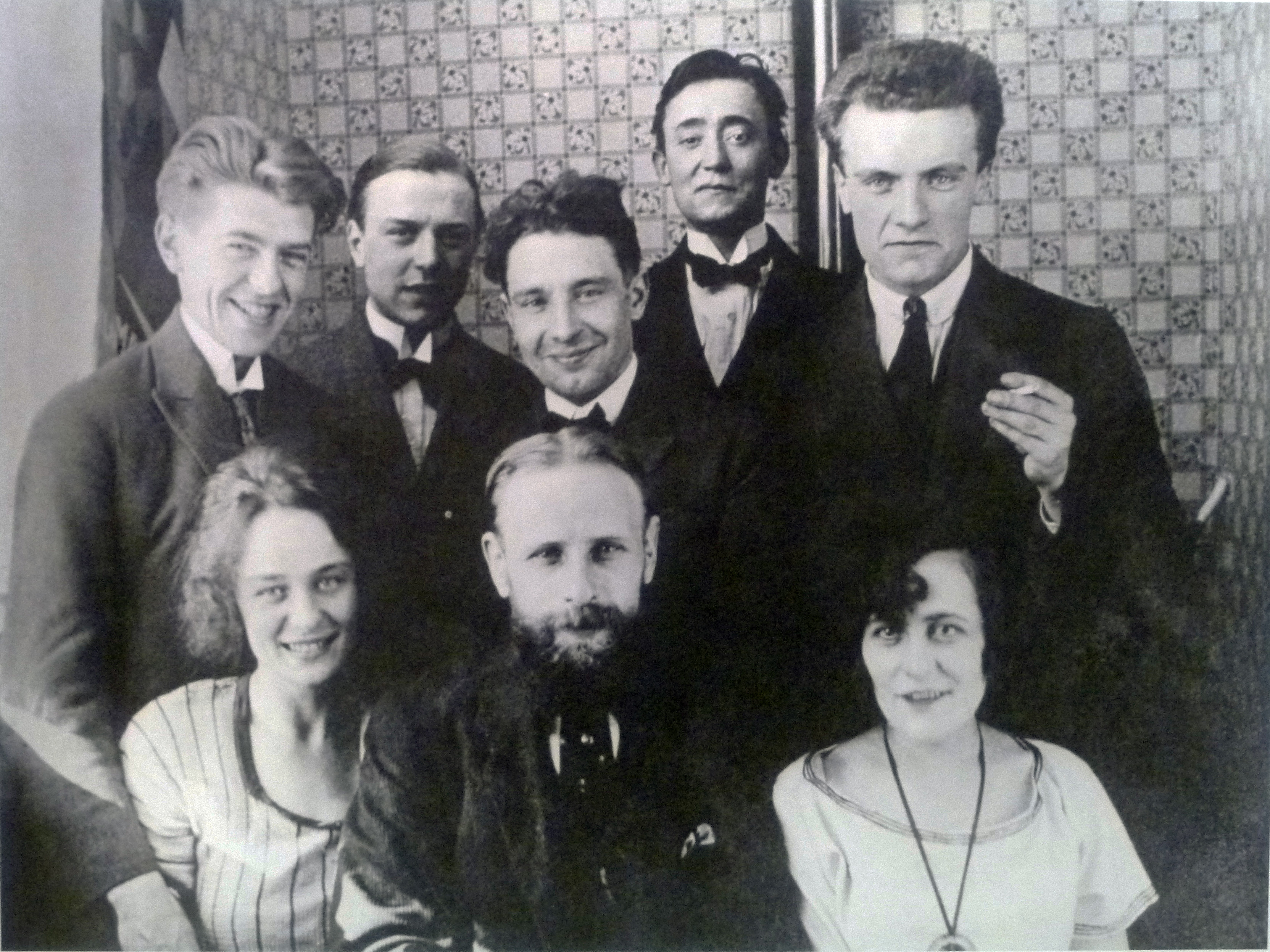
Victor Servranckx (bovenaan derde van links) en René Magritte (bovenaan eerste van links)

Victor Désiré Servranckx (Diegem, 26 juni 1897 - Vilvoorde, 11 december 1965) was een Belgisch abstract werkende kunstenaar, een pionier van de avant-gardekunst in België. Hij is een van de weinige kunstenaars in België die de abstracte kunst heeft beoefend tot aan zijn dood. Hij heeft ook in zijn beginjaren enkele abstracte sculpturen gemaakt en ook enkele jaren gewerkt als architect.

## Jeugd
Van jongs af was hij al bezig met het schetsen en boetseren van abstracte vormen. Hij was zelf van mening dat deze artistieke trek van zijn moeders kant kwam; zij schilderde graag en haar broers waren schilder of decorateur.
Na de dorpsschool in Diegem ging hij naar het Klein Seminarie in Hoogstraten. Daar werd hij flamingant uit protest omdat er op woensdag geen woord Vlaams mocht gesproken worden. Vanaf het eerste middelbaar ging hij in Brussel naar de Broeders van de Christelijke Scholen. Hij studeerde er in het Frans en behaalde er in 1913 het diploma van landmeter.
Als zestienjarige studeerde hij aan de Académie Royale des Beaux-Arts et École des Arts Décoratifs in Brussel tot 1917. Onder de medestudenten bevinden zich ook Marcel-Louis Baugniet, Pierre-Louis Flouquet, Karel Maes, Albert Bockstael en René Magritte. Hij studeerde er onder andere bij Adolphe Crespin., die in hem een begaafde leerling zag. Servranckx studeerde af in 1917 met de Grote Prijs van de Academie. Toen hij een groot abstract schilderij had gemaakt zei zijn professor Constant Montald, dat hij met reuzenschreden vooruitging. Zelf beweert hij dat hij aan de academie beïnvloed werd door de kunst der primitieven, die hem zowel compositie als het magische van de negerkunst bijbracht.. In 1915 heeft hij, naar eigen mening, de eerste abstracte collage ter wereld gemaakt. Dit werk is zowel een gouache als een collage.
Deze opleiding aan de academie was tegen de zin van zijn vader. Daarom moest hij 's namiddags aan de slag als hulptekenaar in de behangpapierfabriek UPL (Les Usines Peters-Lacroix), waar zijn vader als bureauchef werkte. Hij tekende er figuratieve motieven met gestileerde bloemen en dierenmotieven in art-deco-stijl. Vervolgens werd hij er hoofdtekenaar in de periode 1917-1925. In 1922 werkte hij samen met René Magritte aan nieuwe motieven voor behangpapier. Omdat Servranckx zelf anti-decoratief was ingesteld, vond hij die murale sierkunst een leugen.
ln 1917 vormde zich, onder de bescherming van de Raad van Vlaanderen, een groep Vlaamse kunstenaars (waaronder Prosper De Troyer, Felix De Boeck en Victor Servranckx) die de Brusselse vereniging van beeldende kunstenaars Doe Stil Voort een nieuw leven wilde inblazen. Maar in 1918 viel deze beweging toch uiteen. In ditzelfde jaar kon Servranckx, op aanbeveling van zijn vroegere leraar Crespin, voor het eerst abstract werk tentoonstellen in de galerij Georges Giroux in Brussel. Michel Seuphor getuigde hiervan "Ce fut la première manifestation de l'art abstrait en Belgique".. Maar van het publiek kwam er geen reactie en er werd geen enkel werk verkocht.

## Eerste jaren
In 1921 maakte hij de abstracte sculptuur Opus 1 (1921), een bolvormig beeld op een draaiende sokkel. Dit harmonieus beeld is voor een kwart geopend en toont een kleinere bol, verwerkt in deze opening, en daarnaast een bolvormige holte, even groot als de kleine bol. De schrijver Jean-Xavier Franc noemde dit "een globe die als het ware ontluikt om de geboorte van een nieuwe levenssfeer door te laten" Servranckx heeft hiervan verschillende uitvoeringen gemaakt in brons en gips.
In 1922 schreef Servranckx, samen met Magritte, het manuscript "L'Art pur: défense de l'esthétique", dat echter nooit gepubliceerd werd.. Hierin beschreven zij het onderwerp van een schilderij als een "logisch, economisch en exact geconstrueerd object". De verwondering van de toeschouwer moet komen door de "schikking en de keuze van de lijnen, vormen en kleuren". Kort daarop nam Magritte echter afstand van de abstracte kunst.
Gedurende zijn periode aan de kunstacademie had Servranckx onder meer kennis gemaakt met René Magritte, Karel Maes en Pierre-Louis Flouquet. Hij bleef later nauw contact met hen houden. Het Archief voor Hedendaagse Kunst van België (Brussel) bezit een foto uit juni 1922 waarop deze kunstenaars tezamen staan. Zij zochten samen naar een vernieuwing in de kunst. Zij verdedigden hun standpunten onder meer in het constructivistisch kunstblad "7 Arts" , dat zij hadden opgericht.

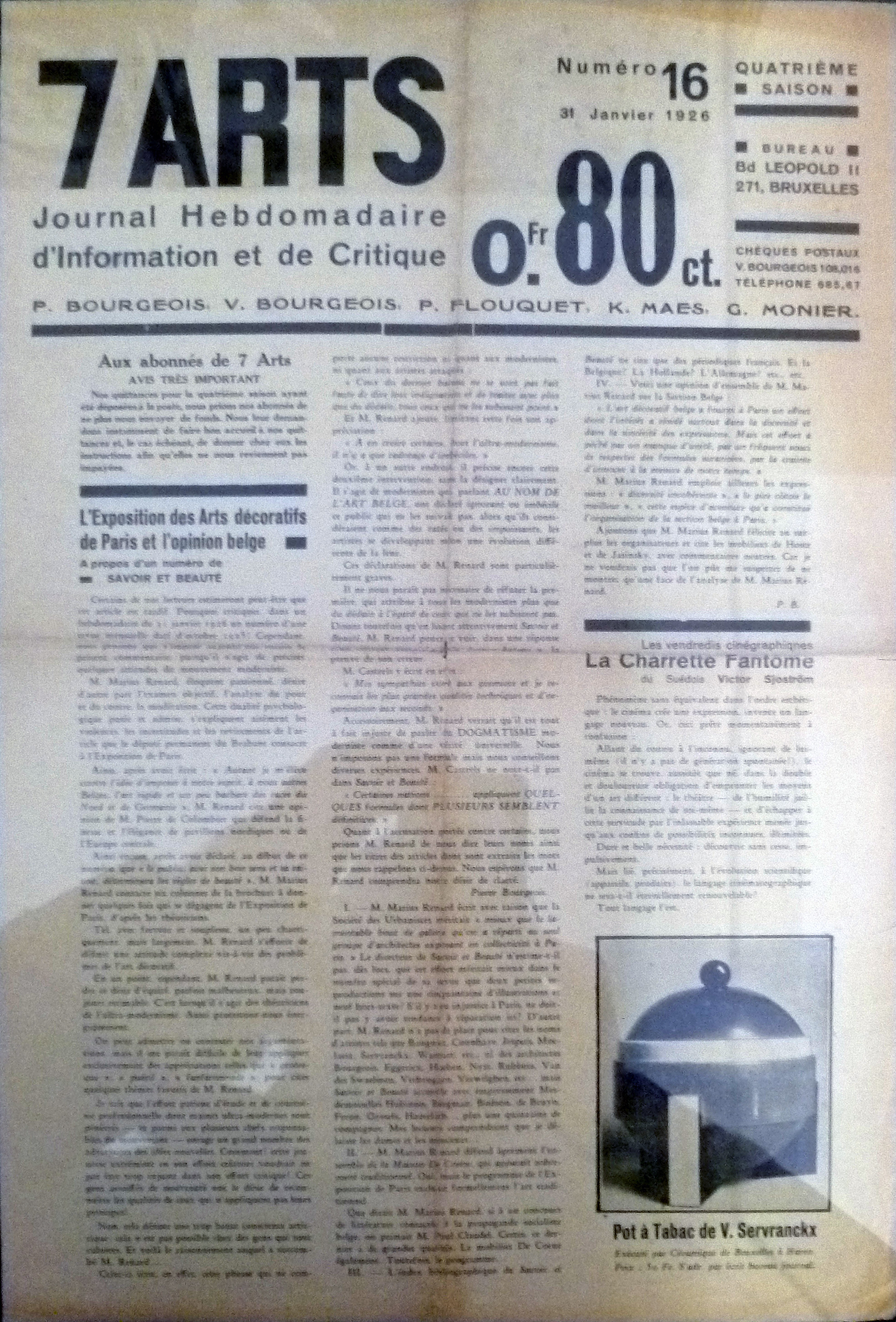
"7 Arts" (januari 1926) met afbeelding van een tabakspot van Victor Servranckx

In 1923 nam Servranckx, samen met o.a. Felix De Boeck, Karel Maes, René Magritte, Jozef Peeters en Pierre-Louis Flouquet, deel aan de groepstentoonstelling "Les Arts belges de l'Esprit nouveau", georganiseerd door La Lanterne sourde" in het Egmontpaleis (Brussel). Maar geen enkele van deze schilders heeft de zuivere abstracte schilderkunst lang voortgezet.
In 1924 gaf Servranckx in de Brusselse "Galerie Royale" zijn eerste solotentoonstelling. Dit betekende ook zijn internationale doorbraak. Hij kwam hierdoor onder de aandacht van bekende buitenlandse kunstenaars zoals André Breton, Marcel Duchamp en Fernand Léger.
In 1928 opende hij zijn eerste buitenlandse solotentoonstelling in de "Galerie Der Sturm" in Berlijn. In 1929 gaf hij een nieuwe solotentoonstelling in de "Le Centaure", een vooraanstaande kunstgalerie in Brussel (dat ook een eigen kunsttijdschrift uitgaf "Le Centaure" (1926-1930), waarin de belangrijkste kunststromingen in binnen- en buitenland aan bod kwamen en dat een belangrijke rol speelde in België in het kunstleven van de jaren twintig).
In 1930 huwde hij met Hélène Tyrmand, een Pools-Joodse vluchtelinge. In 1938 werd hun enige zoon Paul geboren. In de jaren die volgden werden zijn schilderijen grimmiger van toon, in overeenstemming met de harde socio-economische realiteit van die jaren. Boven op de surrealistische motieven, creëerde hij dreigende taferelen met soms een apocalyptisch karakter. Hij schilderde kosmogonieën en catastrofen, die steeds meer in geweld toenemen.
In 1935 maakte hij een schilderij "Astrid" voor de Wereldtentoonstelling van 1935. Koningin Astrid was toen nog niet verongelukt. Maar ze wordt op dit werk afgebeeld met een wonde aan het hoofd. Samen met andere elementen in het schilderij vormt dit een glimp naar surrealisme. In diezelfde periode bleef hij actief als architect. Hij ontwierp monumentale gebouwen waarin gebogen lijnen de bovenhand hadden (in tegenstelling tot zijn vroegere lineaire ontwerpen met massieve kleurvlakken).
In 1939 maakte hij in Mexico een figuratief portret van de muralist Diego Rivera, echtgenoot van Frida Kahlo.

## Abstract Modernisme
Typisch voor zijn abstract oeuvre is materiaalnabootsing en de suggestie van machinale beweging in sterk gestileerde vormen die dicht staan bij het Franse purisme. Servranckx geeft zijn werken neutrale titels (Opus gevolgd door een serienummer en een jaartal). Hij gaf hiervoor als reden dat "als kunstenaar heb ik bijna het recht niet mijn naam te zetten op het werk dat ik heb ontvangen en alleen maar heb doorgegeven". Hij beschouwde immers zichzelf "als een fijnzinnige antenne die beelden kapteert, als een kanaal waarlangs beelden ontstaan". Hij begon maar een schilderij te maken wanneer het schilderij in zijn geest afgewerkt was en hij het kon herkennen tot in zijn bijzonderheden.
In deze abstract-geometrische werken wilde hij de technische vooruitgang in de industriële samenleving ophemelen (zoals in Opus 43: De liefde voor de machine of Opus 47 : Verheerlijking van de machinerie). Dit zorgt ervoor dat zijn werk volledig openstaat tot eigen interpretatie. Hij creëert een collage-effect in zijn werk door geometrische vormen op elkaar te stapelen.
In de jaren twintig maakte de jonge kunstenaar een overgang van het figuratieve naar abstracte werken, via het Italiaans futurisme (onder invloed van Filippo Marinetti, oprichter van het Italiaans futurisme) en het Franse purisme. Hij had lezingen bijgewoond van Theo van Doesburg, oprichter en een belangrijk lid van de Nederlandse kunstbeweging De Stijl. Servranckx was hiermee een van de eerste abstracte schilders en beeldhouwers in België. Deze overgang leidde tot een constructieve tendens in zijn werk en een strakke, eenvoudige, abstract-geometrische vorm met symmetrische structuren. Ooit heeft hij vijf uur met Picasso gediscussieerd over de enige zuivere opvatting van de abstracte kunst, maar slaagde er niet in hem te overhalen. Daarom beschouwde hij Picasso niet de kunstenaar die hij had kunnen zijn.. Maar Servranckx beweert dat hij al jaren bezig was met abstracte kunst, toen hij vernam dat ook in het buitenland andere schilders, zoals Georges Braque, Piet Mondriaan of Wassily Kandinsky, hiermee bezig waren.
In 1925 stopt Servranckx even met schilderen om zich te focussen op architectuur en design met onder andere zijn eigen atelier Kubistisch Huis en een bureauruimte in samenwerking  met Huib Hoste tijdens de Exposition Internationale des arts décoratifs in Parijs. Een van zijn belangrijkste realisaties was de voorgevel en het interieur van een apotheek in Sint-Jans-Molenbeek in 1926. Toen hij het schilderij "Het vierkante rechthoek" had gemaakt had hij, naar eigen mening, het uiterste bereikt van het abstracte.
Wanneer hij een jaar later terug begint met schilderen, neemt hij afstand van de constructivisme en laat hij zeer verschillende stijlvermengingen in zijn werk toe. Zijn oeuvre evolueert vervolgens naar abstract surrealisme waarbij hij organische elementen combineert met geometrische vormen. In visionaire taferelen met biomorfische figuren experimenteert Servrankcx met nieuwe technieken en materialen. Het strakke design blijft echter deel van zijn beeldende uitdrukkingsmiddelen.
Toen hij in 1926 verhuisde van Diegem naar Brussel, verbrandde hij al zijn vroegere tekeningen, schetsen en gedichten - tot zijn latere grote spijt. Van die periode had hij persoonlijk nog slechts een abstract doek uit 1917 over, als ook een gouache en gedeeltelijk collage uit 1915.
Lange tijd heeft Servranckx alleen gestaan met deze abstracte kunstrichting in België. Soms was het een lijdensweg. Hij deed het niet voor zijn plezier, maar hij kon niet anders. Hij was in een voortdurend gevecht met zichzelf. Hij had veel liever geleefd in de tijd van de School van Barbizon en landschappen geschilderd. Hij had de mogelijkheid om naam te maken als figuratief schilder en carrière te maken in het buitenland. Servranckx werd echter schilder met het idee diep ongelukkig te worden. Hij bleef in eigen land dat "een woestijn voor hem is geweest".
Midden van de jaren twintig begon Servranckx te twijfelen aan de pure abstractie die hij tot zijn uiterste, monochrome vorm had doorgedreven. Hij besefte dat hij een grens had bereikt, waarbij zijn werken de toeschouwer nog nauwelijks kon beroeren. Hij begon toen te experimenteren met organische, quasi-surrealistische motieven, die ver verwijderd waren van zijn vroegere geometrische vormen. Zijn verheerlijking van de industriële ontwikkelingen  was voor hem verleden tijd. Hij wilde terugkeren tot de organische essentie van de mens en dit uiten in zijn werken.

## Laatste jaren
Na de Tweede Wereldoorlog was Servranckx onder meer actief in Jeune Peinture Belge (1945-1948), samen met Anne Bonnet en Louis Van Lint. Hij was gestopt met architectuur en bleef nog slechts schilderen en beeldhouwen. Rond 1948 bereikte hij een synthese tussen zijn vroegere abstract-geometrische stijl en het surrealisme. Zijn kleuren en vormen worden rustiger.
Vanaf het midden van de jaren vijftig begon zijn gezondheid te verzwakken en schilderde hij steeds minder. Hij werd in 1952 opgenomen in een psychiatrische kliniek in Grimbergen voor de behandeling van een depressie. Nadat hij tweemaal een hartinfarct had gehad, verhuisde hij naar een landelijke omgeving in het Brabants dorp Elewijt.
In 1965, het jaar van zijn overlijden, huwde hij Angeline Turcksin, die hij had leren kennen in 1946 en met wie hij, sinds 1953, samenwoonde in Jette.
Zijn werken zijn nu verspreid over vele privé-collecties, maar komen ook voor in grote musea over de hele wereld: het Kunstmuseum aan Zee te Oostende, de Koninklijke Musea voor Schone Kunsten van België te Brussel, het Museum van Elsene, het Museum of Modern Art in New York, het Centre Georges Pompidou te Parijs, het Museum Moderner Kunst Stiftung Ludwig Wien, het Lehmbruck-Museum in Duisburg.

## Retrospectieve tentoonstellingen
- 1947: Paleis voor Schone Kunsten, Brussel
- 1970: Retrospectieve tentoonstelling Victor Servranckx, 1897-1965: Provinciaal Begijnhof Hasselt.
- 1989: Museum voor Moderne Kunst, Brussel
- 2012: Servranckx, de jaren twintig; Muzee, Oostende
- 2013: aantal werken in de tentoonstelling "Modernisme: Belgische abstracte kunst en Europa (1912-1930)", Museum voor Schone Kunsten, Gent.